# انریکه دوارته
انریکه دوارته (اسپانیایی: Enrique Duarte‎؛ زادهٔ ۲۶ مهٔ ۱۹۳۸) بازیکن بسکتبال اهل پرو بود. وی در بازی‌های المپیک تابستانی ۱۹۶۴ شرکت کرده‌است.